# Chrysoteuchia pseudodiplogrammus
Chrysoteuchia pseudodiplogrammus là một loài bướm đêm trong họ Crambidae.